# Roberto Mouro
Roberto Mouro (n. Argentina) es un letrista de canciones de rock argentino. Entre sus creaciones se destacan varias canciones grabadas por Luis Alberto Spinetta.

## Biografía
Roberto Mouro fue un amigo personal del músico argentino Luis Alberto Spinetta, que escribió varias de las canciones interpretadas por Spinetta.
Entre ellas se encuentran: 
- «El marcapiel» (Téster de violencia, 1988),
- «Oboi» (Don Lucero, 1989),
- «Panacea» (Pelusón of milk, 1991),
- «Los duendes» (Spinetta y los socios del desierto, 1997)
- «Holanda» (Spinetta y los socios del desierto, 1997)
- «Mundo disperso» (Silver Sorgo, 2001)
- «Sinfín» (Pan, 2005)

Spinetta ha dicho hablando de la letra de «Mundo disperso»:

Son "esas" letras las que Roby pone a funcionar, para que algo, entre los dos, se gatille. El trajo un montón de líricas, que aunque en su mayoría fueron desechadas, reintrodujeron lo mejor en otras que trajo después y que sí servían, y así hasta dar con la idea. Creo que su trabajo para esta letra fue brillante y siempre estaré agradecido por eso. Es en algunos lugares clave, en los que uno ahí no sabe exactamente cómo es la letra.
Luis Alberto Spinetta